# Pseudomyrmex endophytus
Pseudomyrmex endophytus är en myrart som först beskrevs av Auguste-Henri Forel 1912.  Pseudomyrmex endophytus ingår i släktet Pseudomyrmex och familjen myror. Inga underarter finns listade i Catalogue of Life.